# The Vanishing of Ethan Carter
(Paul Prospero)
The Vanishing of Ethan Carter è un videogioco d'avventura sviluppato e pubblicato da The Astronauts. È stato distribuito da THQ Nordic il 26 settembre 2014 per Microsoft Windows e il 15 luglio 2015, in versione migliorata, per PlayStation 4. La suddetta nuova versione del gioco si intitola The Vanishing of Ethan Carter Redux ed è stata realizzata con Unreal Engine 4, mentre la versione standard con Unreal Engine 3, ed è disponibile gratuitamente per gli utenti già in possesso della vecchia versione.
Il gioco è anche disponibile sulle piattaforme di distribuzione digitale Steam e GOG. Il 19 gennaio 2018 il gioco esce anche per Xbox One e il 15 agosto 2019 per Nintendo Switch.

## Trama
L'investigatore del paranormale Paul Prospero riceve una lettera dal dodicenne Ethan Carter, una richiesta di aiuto che lo conduce nella terra natale del ragazzo, Red Creek Valley.
Appena arrivato nel piccolo villaggio minerario, inizia a confrontarsi con i primi fatti apparentemente inspiegabili.
Col procedere dell'investigazione, Prospero scopre gli oscuri segreti della famiglia Carter: Ethan aveva risvegliato uno spirito maligno che minacciava le loro vite. Quando suo zio e sua madre hanno cercato di sacrificarlo per placare lo spirito, Ethan è scappato con l'aiuto del padre, che si è poi suicidato per non diventare schiavo dello spirito com'era successo alla moglie e al fratello maggiore di Ethan, Travis. Quando quest'ultimo ha attaccato Ethan, suo nonno Ed si è trovato costretto a ucciderlo per difendere il ragazzino. Ethan ed Ed hanno poi cercato di distruggere le camere dello spirito, ma il nonno ha preferito lasciarsi morire tra le fiamme, mentre Ethan è rimasto intrappolato in una stanza chiusa.
Prospero riesce a trovare il ragazzino. A quel punto, con l'aiuto di un elaborato murale creato proprio da Ethan, svelerà l'ultimo dei misteri.

## Modalità di gioco
The Vanishing of Ethan Carter è impostato come un open world in cui il giocatore deve esplorare a suo piacimento l'area che lo circonda. Il giocatore può usare particolari abilità paranormali per indagare e risolvere vari crimini, come determinare la posizione di oggetti importanti per l'indagine e ricostruire la linea temporale degli eventi antecedenti la morte di qualcuno.

## Accoglienza e premi
The Vanishing of Ethan Carter ha avuto un riscontro positivo da parte della critica.
GameRankings ha dato un voto dell'82,46% basato su 26 recensioni alla versione per PlayStation 4 e dell'81,27% alla versione per Windows basato su 32 recensioni mentre Metacritic ha dato un voto dell'82% basato su 65 recensioni.
Il titolo ha venduto oltre le 60 000 copie nel primo mese di vendita. Al 3 giugno 2015 il gioco arriva alle 250 000 copie vendute.
The Vanishing of Ethan Carter ha inoltre vinto il premio come Miglior Game Innovation al British Academy Video Games Awards del 2014.